# 瓦赫達特
瓦赫達特是塔吉克斯坦的城市，由國家直轄區負責管轄，位於該國西部，距離首都杜尚別10公里，始建於1927年9月17日，海拔高度870米，2009年人口45,693。
38°33′11″N 69°01′11″E / 38.55306°N 69.01972°E